# Beat 'Em and Eat 'Em
Beat 'Em and Eat 'Em est un jeu vidéo pornographique conçu par Mystique pour l'Atari 2600. Il est sorti le  13 octobre 1982.
Bien que le jeu se soit mal vendu à sa sortie, son concept hors du commun l'a rendu "culte" et notoire dans la communauté des gamers. On le considère souvent comme l'un des plus mauvais jeux vidéo jamais créés, une réputation qu'il partage avec d'autres créations de Mystique, dont Custer's Revenge.

## Jouabilité
Le joueur contrôle deux femmes nues qui se déplacent au pied d'un bâtiment sur lequel un homme nu possédant un pénis énorme éjacule fréquemment.
Le but est de faire bouger les femmes afin qu'elles attrapent le sperme (qui est ici de couleur jaune) de l'homme dans leur bouche et l'avalent avant qu'il ne tombe par terre. Si tout le sperme est attrapé, les deux femmes se retournent vers l'écran et se lèchent les lèvres.
Une vie supplémentaire est offerte pour chaque 69 points (138, 207, 276, etc), en référence à la position 69.
Ce gameplay est typique d'un genre de jeux où il faut attraper des objets jetés par un personnage en mouvement rapide (dont Kaboom!, par exemple).

## Manuel
Le manuel du jeu explique que les femmes doivent avaler la semence de l'homme car "tout sperme [non attrapé] est sacré" (en référence à la chanson Every Sperm Is Sacred de Monty Python) et "aurait pu être un médecin ou avocat célèbre", ce qui n'a pas vraiment de sens puisque le sperme est avalé et n'est pas employé pour une quelconque fécondation.

## Autres versions
Il y eut ensuite une autre version du jeu, où les sexes sont échangés, sous le titre de Philly Flasher. Ici, le joueur contrôle deux prisonniers de sexe masculin aux pénis en érection visibles. Sur le toit d'un bâtiment, une sorcière fait tomber des gouttes de son lait. Lorsqu'ils attrapent tout le lait, les hommes se masturbent.
En 2014, un développeur indépendant, FG Software, a porté le jeu sur la NES.